# García y García
García y García és una pel·lícula espanyola dirigida per Ana Murugarren i protagonitzada per José Mota, Pepe Viyuela, Martita de Graná i Eva Ugarte. Els acompanyen Jordi Sànchez, Ricardo Castella, Jesús Vidal i Naiara Arnedo. Produïda per Joaquín Trincado i Carlos Lamela per a Blogmedia i Clarq Films, es va estrenar el 27 d'agost de 2021.

## Sinopsi
Hispavia és una aerolínia "low cost" d'estar per casa que es troba en una situació crítica, té dificultats comptables i problemes mecànics amb els avions. Per talde salvar la situació contracten, per una banda Javier García, un prestigiós consultor d'aerolínies, i a Javier García, un expert mecànic en atur. La casualitat i la desorganització de l'empresa faran que els confonguin de tal manera que intercanviaran els seus papers. Així al mecànic el rep el director de l'aerolínia i l'allotgen en un hotel de luxe, mentre que a l'altra li posen una granota bruta i l'envien a l'hangar. Finalment ambdós es troben i descobreixen l'error.

## Producció
García y García es va rodar durant l'estiu de 2020, durant la pandèmia de COVID-19, en espais naturals de Madrid, Terol, Saragossa i Bilbao. Amb finishing en 4K i Dolby Atmos.

La directora Ana Murugarren (La higuera de los bastardos, Esta no es la vida privada de Javier Krahe, Tres mentiras) va comentar sobre la producció:
| « | «Quan em van dir que es desenvolupava entre aeroports, avions, hangars i terminals, vaig pensar que si no conegués al productor Joaquín Trincado, estaria parlant amb dos bojos.» | » |

## Fitxa artística
| Personatge    | Intèrpret        |
| ------------- | ---------------- |
| Javier García | José Mota        |
| Javier García | Pepe Viyuela     |
| Eva           | Martita de Graná |
| Cloe          | Eva Ugarte       |
| Alfonso       | Jordi Sànchez    |
| Héctor        | Ricardo Castella |
| Darío         | Carlos Areces    |
| Rubén         | Jesús Vidal      |
| Blanca        | Alexity          |
| Ricky         | Mikel Losada     |
| Nina          | Naiara Arnedo    |
| Antonio       | Antonio Resines  |
| Policía       | Ramón Barea      |

## Premis
Als XI Premis Simón va obtenir el premi als millors efectes especials.